# 1725 en littérature
| Années de la littérature : 1722 - 1723 - 1724 - 1725 - 1726 - 1727 - 1728    |
| Décennies de la littérature : 1690 - 1700 - 1710 - 1720 - 1730 - 1740 - 1750 |

Cet article présente les faits marquants de l'année 1725 en littérature.

## Événements
- 20 juin  : Émilie Le Tonnelier de Breteuil épouse le marquis Florent Claude du Châtelet[1].

## Parutions
- Entre le 26 et le 31 mars : publication anonyme du roman de Montesquieu, Le Temple de Gnide, Paris, Nicolas Simart, 1725 (présentation en ligne) avec privilège du roi, daté du 29 janvier 1725.

- Béat Louis de Muralt, Lettres sur les Anglois et les François, Cologne, 1725 (présentation en ligne). Voltaire y aurait fait quelques emprunts dans ses Lettres philosophiques[2].
- Benjamin Franklin, A Dissertation on Liberty and Necessity, Pleasure and Pain (en), London, 1725 (présentation en ligne) (« De la liberté et de la nécessité du plaisir et de la peine ») pamphlet philosophique en réponse au traité The Religion of Nature Delineated de William Wollaston.

- The Odyssey of Homer, vol. 1, London, Bernard Lintot, 1725 (présentation en ligne), traduction de l’Odyssée par Alexander Pope, publiée en cinq volumes entre 1725 et 1726.